# Strandlövkojor
Strandlövkojor (Malcolmia) är ett släkte av korsblommiga växter. Strandlövkojor ingår i familjen korsblommiga växter.

## Bildgalleri

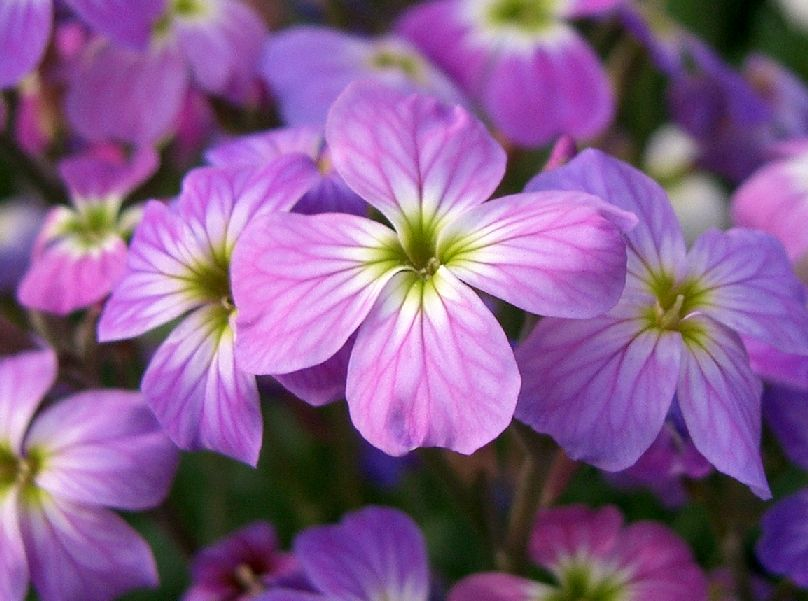
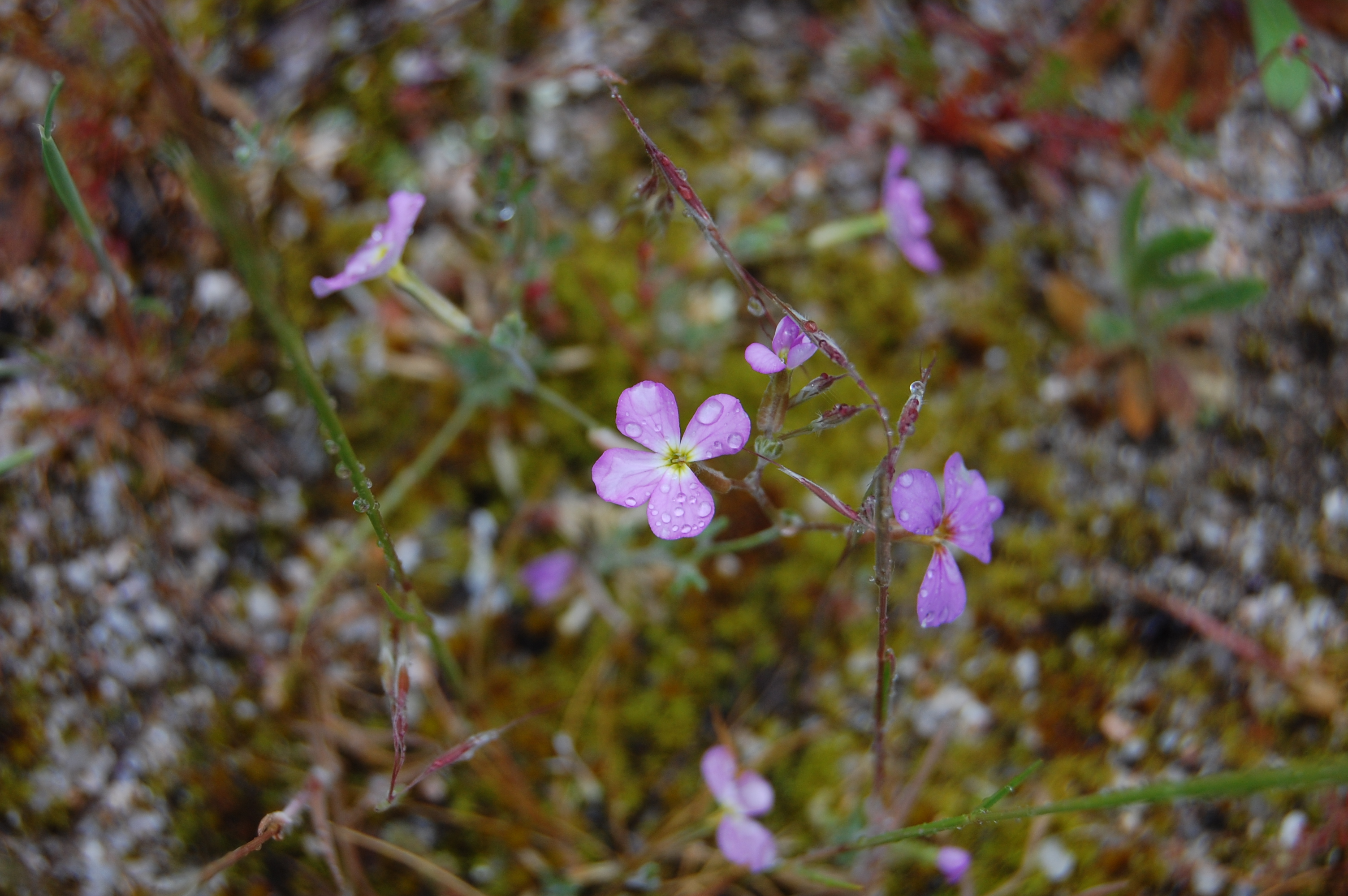

## Dottertaxa till Strandlövkojor, i alfabetisk ordning[1]
- Malcolmia arenaria
- Malcolmia behboudiana
- Malcolmia boissieriana
- Malcolmia cabulica
- Malcolmia chia
- Malcolmia circinnata
- Malcolmia doumetiana
- Malcolmia flexuosa
- Malcolmia graeca
- Malcolmia grandiflora
- Malcolmia hispida
- Malcolmia hyrcanica
- Malcolmia intermedia
- Malcolmia karelinii
- Malcolmia komarovii
- Malcolmia littorea
- Malcolmia longipetala
- Malcolmia macrocalyx
- Malcolmia malacotricha
- Malcolmia malcolmioides
- Malcolmia maritima
- Malcolmia orsiniana
- Malcolmia ramosissima
- Malcolmia scorpioides
- Malcolmia spryginioides
- Malcolmia strigosa
- Malcolmia tadshikistanica
- Malcolmia tenuissima
- Malcolmia toppinii
- Malcolmia triloba
- Malcolmia turkestanica